# Каракары-каранчи
Каракары-каранчи (лат. Caracara) — род хищных птиц семейства соколиных. В род включают один сохранившийся вид с двумя подвидами: хохлатая каракара и обыкновенная каракара; и один исчезнувший вид — гуадалупская каракара. Единственное видимое различие между этими двумя современными подвидами состоит в том, что один имеет более полосатое оперение, чем другой.

## Внешний вид
Каракары-каранчи отличаются длинными ногами и средним размером. Птицы могут достигать длины 49—58 см от головы до хвоста. Существует четыре признака для идентификации каракар: поразительно белые отметины на шее, кончике обоих крыльев и хвосте. Наряду со средней длиной каракара также имеет размах крыльев 122—129 см. Во время полёта у каракары часто отмечается рисунок на нижней стороне тела, который выглядит как крест.

## Поведение
Поведение каракар считается довольно странным по отношению к другим соколиным. Эту птицу часто можно увидеть идущей по земле в поисках добычи, использующую свои длинные ноги, чтобы передвигаться по местности. В дополнение к тому, что птицы предпочитают ходить, а не летать, они также создают тесные связи со представителями своего вида. Каракары часто преследуют крупных птиц других видов, чтобы отобрать их добычу. В полёте предпочитает долго лететь по прямой. В свободное время предпочитает не парить в воздухе.

## Классификация
| Изображение | Научное название          | Русское название      | Ареал |
| ----------- | ------------------------- | --------------------- | --- |
|             | Caracara plancus cheriway | Хохлатая каракара     | Куба, север Южной Америки (от юга до северного Перу и северной части Бразилии в Амазонии) и большая часть Центральной Америки и Мексики, достигая самых южных частей Соединённых Штатов, включая Флориду. |
|             | Caracara plancus plancus  | Обыкновенная каракара | Огненная Земля на самом юге Южной Америки, к северу от реки Амазонки и южной части Перу. |

- † Гуадалупская каракара (Caracara lutosa) — исчезнувший вид (1900)

Известны из фоссилий:
- † Caracara creightoni — поздний плейстоцен[11]
- † Caracara latebrosus — поздний плейстоцен[12]
- † Caracara major — поздний плейстоцен (Венесуэла)[13]
- † Caracara seymouri — поздний плейстоцен (Перу, Эквадор)[14]
- † Caracara tellustris — поздний плейстоцен[15]

## Доисторические записи
Остатки обыкновенных каракар, немного больше, чем современные, но в остальном идентичные, были найдены в знаменитых ямах Ранчо Ла-Брея. Кроме того, гуадалупская каракара может происходить от обособленной популяции обыкновенной каракары из западной Мексики, которая впоследствии была вытеснена основной континентальной популяцией.